# كارل غروسمان (صحفي)
كارل غروسمان (بالإنجليزية: Karl Grossman)‏ هو صحفي أمريكي، ولد في 1 فبراير 1942.